# Урепарапара
13°32′ пд. ш. 167°20′ сх. д. / 13.533° пд. ш. 167.333° сх. д.

Урепарапара (також відомий як скорочено Парапара; колись відомий як острів Блай) - третій за величиною острів у групі Бенкс на півночі Вануату після Гауа та Вануа-Лава.
Клімат на острові вологий тропічний. Середньорічна кількість опадів перевищує 4000 мм. Урепарапара піддається частим землетрусам і циклонам.

## Географія
Острів Урепарапара — це старий вулканічний конус, який на його східному узбережжі пробило море. Бухта, що утворилася, відома як Divers' Bay і Löyöp [løjøp] однойменною місцевою мовою. Крім цього поглиблення, острів має круглу форму з діаметром 15 км. Площа території становить 39 км2.

## Історія
Першим зареєстрованим європейцем, який прибув до Урепарапара, був іспанський дослідник Педро Фернандес де Кірос 15 червня 1606 року. Він вперше назвав острів Пілар де Сарагоса; однак пізніше він і його капелан Фрай Мартін де Мунілья позначили його як Nuestra Señora de Montserrate.
У 1789 році острів був знову відкритий Вільямом Блаєм під час його подорожі з Тонга до Тимору після заколоту на Баунті. Після цього Урепарапара деякий час був відомий під назвою Острів Блай.

## Населення і культура

### Населення
Населення на 2009 рік становило 437 осіб. На острові три села. Головне село — Лір. Інші — Лехалі (на західному узбережжі) і Лек’янґл.

### Мови
На острові розмовляють двома мовами: лехалі та лейоп, якими розмовляють відповідно 200 і 240 осіб.
У своєму огляді мовних різновидів регіону 1885 року місіонер і лінгвіст Роберт Кодрінгтон описав острів як батьківщину двох мовних різновидів, які він називає ретан на заході та бей на сході. Порівняння його опису із сучасними даними показує, що ретан була тією ж мовою, що й сучасна лехалі; в той час як затока, очевидно, була предком Löyöp (також називається Divers Bay сьогодні).
Кодрінгтон розглядає Ретан і Бей як два діалекти однієї мови, яку він називає норбарською; однак численні відмінності між ними, які він цитує, свідчать про те, що їх можна було розглядати як дві різні мови. Недавнє дослідження лінгвіста А. Франсуа підтверджує, що це дві окремі мови.
Усна історія Урепарапари, як цитується в різних джерелах, повідомляє, що нинішнє населення затоки (мовці лейоп) включає нащадків біженців, які були вихідцями з сусідніх островів Рова: вони були змушені мігрувати до Урепарапари через подію, яку іноді описують як цунамі в 1930-х роках або циклон в 1950-х роках. Цілком ймовірно, що сучасна мова лейоп утворилася в результаті злиття двох мовних різновидів: оригінального діалекту затоки, описаного Кодрінгтоном (1885), і діалекту, яким спочатку говорили на Рова – тепер безлюдному архіпелазі.
Глотометричне дослідження островів Бенкс у 2014 році показало, що Лейоп близький до Мвотлапа та Волоу, тоді як Лехалі поділяє елементи як з Лойоп, так і з Ло-Тога на островах Торрес.

### Назва острова
Ім'я Урепарапара [ureparapara] відображає те, як острів названо мовою мота, яку колись обрали місіонери наприкінці 19 ст. як мову відліку для цієї території.
Місцева назва острова — Noypēypay [nɔjpɪjˈpaj] в Lehali та Aö [aˈø] в Льойопі. Інші назви острова включають Mwotlap Nōybaybay [nʊjpajˈpaj], Vurës Ōrbarbar [orᵐbarˈᵐbar] і Lakon Ōlpaapaa [ʊlpaːˈpaː]. За винятком терміну Löyöp (невідомого походження), назви походять від прото-Торрес-Бенкс *[na] ureᵐbaraᵐbara, що можна розуміти як «острів схилів» (прото-Торрес-Бенкс *ure «острів» має споріднені слова, такі як Tamambo ure [ˈure]). Назва Норбарбар, яку Кодрінгтон назвав для острова, також має таке ж походження.

### Історичні місця
Урепарапара, як відомо, містить історичні місця, виготовлені з коралового каменю, які називаються Nowon і Votwos у Лехалі. Ці села предків, розташовані всередині лісу, були покинуті в 19 столітті, але збереглися під рослинністю; їх було запропоновано включити до списку всесвітньої спадщини ЮНЕСКО. Одним із найвідоміших місць є кам’яна платформа заввишки 12 футів під назвою Votwos. Раніше вони служили церемоніальним майданчиком для гучних церемоній виставлення оцінок, відомих як sok або nsok в лехалі, і згадуються в антропологічній літературі як suqe або sukwe (за назвою в моті).
Зараз ці місця відвідують лише з церемоніальними цілями, оскільки сьогодні більшість людей живуть уздовж узбережжя.